# 黎國泳
黎國泳（英語：Samuel Lai Kwok-wing），香港政治人物，前朱凱廸新西團隊成員，元朗區議會水邊選區末任議員。2019年香港區議會選舉撃敗新界社團聯會袁敏兒當選，2022年8月起定居台灣。

## 從政

### 2019年區議會選舉
10月10日，黎國泳以朱凱廸新西團隊及民主動力身分向選舉事務處提交提名申請，參選元朗水邊選區。 10月31日獲時任元朗民政專員、選舉主任袁嘉諾確認，成為該區3號候選人，與爭取第三次連任的袁敏兒、獨立民主派潘倩敏（Plan B）角逐議席。結果黎國泳以3,799票，以333票之差力壓主要對手袁敏兒。
| 政党   | 政党           | 候选人    | 票数  | %     | ±      |
| ------ | -------------- | --------- | ----- | ----- | ------ |
|        | 獨立           | ①. 潘倩敏 | 86    | 1.17  | 不適用 |
|        | 新界社團聯會   | ②. 袁敏兒 | 3,466 | 47.15 | 不適用 |
|        | 朱凱迪新西團隊 | ③. 黎國泳 | 3,799 | 51.68 | 不適用 |
| 多数票 | 多数票         | 多数票    | 333   | 4.53  | 不適用 |

### 被裁定區議員宣誓無效
2021年10月21日，香港政府宣佈第四批(新界西)區議員宣誓結果，黎國泳與另外16名民主派區議員一同被裁定宣誓無效，即時喪失區議員資格，並且在5年內不得參與各級選舉。

## 移居台灣
2022年8月18日，黎國泳在社交平台Facebook公佈，他已在台灣居住。